# Erythrodiplax ana
Erythrodiplax ana é uma espécie de libélula pertencente ao gênero Erythrodiplax. É endêmica ao Brasil, ocorrendo nos estados de Mato Grosso e Minas Gerais. De acordo com a União Internacional para a Conservação da Natureza, o estado de conservação desta espécie é "em perigo".